# Sylvia Natterer
 (février 2015).
Si vous disposez d'ouvrages ou d'articles de référence ou si vous connaissez des sites web de qualité traitant du thème abordé ici, merci de compléter l'article en donnant les références utiles à sa vérifiabilité et en les liant à la section « Notes et références ».
Sylvia Natterer née en 1949 à Oberstdorf, est une créatrice suisse de poupées et une artiste travaillant l'argile, la céramique et le papier.

## Biographie

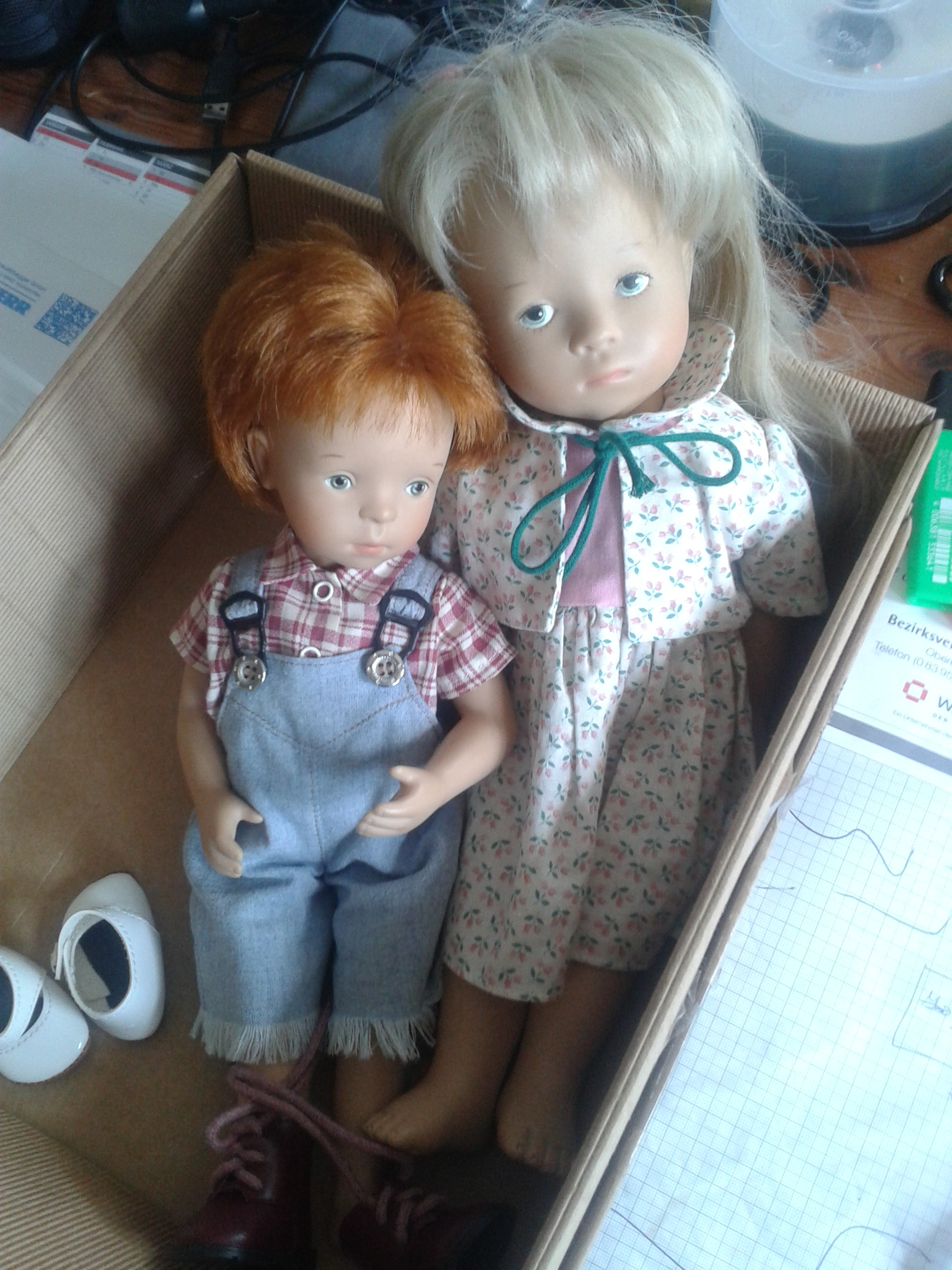
Poupées de Sylvia Natterer.

Elle passe son enfance en Suisse romande et fait ses études à Montreux et à Lausanne. Elle enseigne les arts appliqués à Lausanne de 1970 à 1975. Elle commence à fabriquer ses premières marionnettes pour son fils dès 1972. 
Elle déménage ensuite à Munich avec son mari et ses enfants. Elle travaille au théâtre de marionnettes à fils pour adultes Kleines Spiel puis commence  à créer des poupées de collection et de poupées à jouer pour l'industrie. Depuis 1991, elle habite à Vils, en Autriche. Ses poupées sont faites en porcelaine, bois, papier mâché ou en vinyle. De nombreuses maisons de jouets fabriquent  ses modèles sous licence. Les poupées à jouer, modelées par Sylvia Natterer dans les séries « Minouche » et « Fanouche » ont été fabriquées par Zapf (en), Götz (de), Franklin Mint, Dolfi, White Balloon, Zwergnase, et Käthe Kruse.  Depuis 2015, elle collabore avec succès avec Petitcollin, la plus ancienne et la dernière fabrique française de poupées encore en activité en France où selon son directeur, « les poupées Sylvia Natterer sont fabriquées en flux tendu. On n’arrive pas à suivre la demande ».

## Expositions personnelles
- 1978 Galerie „Hand und Werk“ Munich
- 1992 Wallach, München
- 1993 Franklin Mint Museum, Philadelphia
- 1994 Toy Museum Mechelen
- 1995 Museum Dreieich
- 2015 Kulturforum Breitenwang[1]

## Expositions de Groupes
- 1977 Musée des Arts Décoratifs, Lausanne
- 1981 Handwerkskammer, Munich
- 1983 Heimatwerk Zurich
- 1985 Heimatwerk, Berne
- 1986 Musée Roybet Fould, Paris
- 1990 Museo della Bambola, Italie
- 1991 Musée des Arts Décoratifs du Louvre, Paris
- 1995 Masterpieces of the world, New York City
- 1998-1999 Gallery CFM, New York City
- 2004 Deutsches Spielzeugmuseum, Neustadt
- 2009 World Ningyo Exhibition Maruzen, Tokyo
- 2011, Bayerischer  Kunstgewerbeverein, Munich[5]